# Голуграун
64°52′28″ пн. ш. 16°44′24″ зх. д. / 64.8743888651° пн. ш. 16.7400269877° зх. д.
Holuhraun ([ˈhɔːlʏˌr̥œyːn] ( прослухати)) — це лавове поле, розташоване на північ від льодовикового щита Vatnajökull в Ісландському високогір'ї, у Suður-Þingeyjarsýsla, Північно-Східний регіон, Ісландія. Лавове поле було створено виверженнями через вент-ущелини. Після наукової експедиції 1880 року лавове поле спочатку назвали Kvislarhraun [ˈkʰvɪstlar̥ˌr̥œyːn]. Через чотири роки геолог і географ Þorvaldur Thoroddsen дав йому сучасну назву. Holuhraun стало місцем виверження вулкану 29 серпня 2014 року, яке утворило лавове поле площею понад 85 км2 (33 миля2) і об'ємом 1,4 км3 (0,34 миля3) – найбільшим в Ісландії з 1783 року.

## Географія
Holuhraun розташоване на південному кінці Ódáðahraun [ˈouːˌtauːðaˌr̥œyːn], яке є одним із найбільших лавових полів у країні. Основний обсяг річки Jökulsá á Fjöllum протікає зі східного боку Holuhraun, в районі Kverkfjöll. Hrímalda [ˈr̥iːmˌalta], Urðarháls [ˈʏrðarˌhauls] та Kistufell [ˈcʰɪstʏˌfɛtl̥] розташовані на захід від Holuhraun, з Dyngjuháls [ˈtiɲcʏˌhauls] та Trölladyngja далі. Льодовик Dyngjujökull, який є частиною Vatnajökull, знаходиться безпосередньо на південь. Holuhraun знаходиться приблизно за 15 км (9,3 миля) на південь від кальдери Askja, а вулкан Bárðarbunga розташований на відстані 41,39 км (25,7 миля) на південний захід від Holuhraun. Holuhraun перетинає ненумерована дорога, яка з'єднується з Маршрутом F910 гравійною дорогою на обох кінцях.

## Вулканізм
Знаходячись на північному і південному продовженні систем розлому Бардарбунга і Аск'я, відповідно, ґрунт в основному складається з лав, отриманих з цих вулканів, або у вигляді потоків, або алювіальних відкладів вулканічного походження. Геологічна конфігурація, разом з наявністю недалеких підледникових вулканів, таких як Бардарбунга та Грімсвьютн, відповідає за ризик йокулглаупів, які повторно впливали на Голураун.

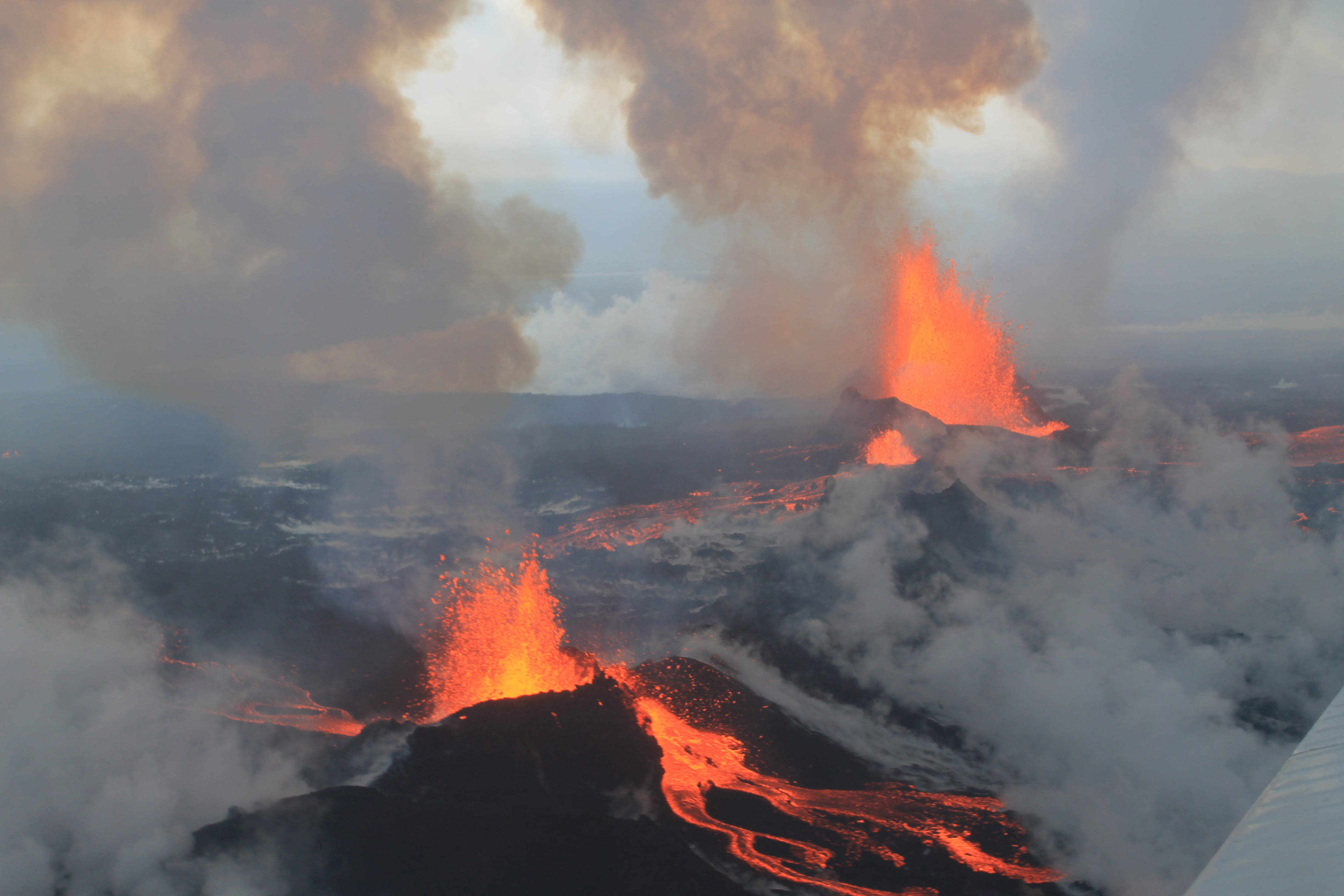
Виверження в Голурауні 4 вересня 2014 року

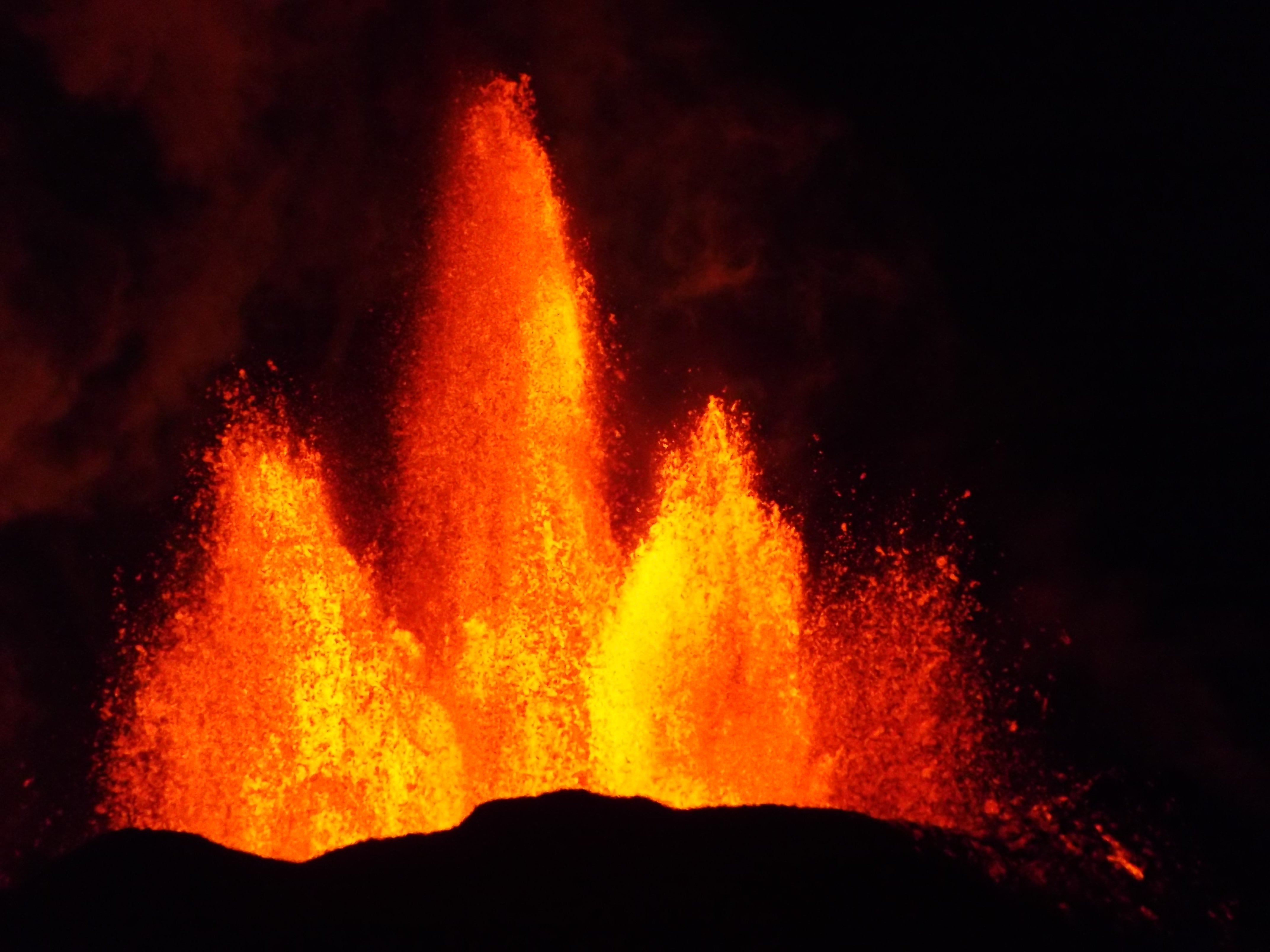
Лавові фонтани виверження розлому в Голурауні 13 вересня 2014 року близько 21:20.

До 2014 року поверхня лавового поля була старішою лавовою струмом, яка, як вважалося, вивергалася з виходу, пов'язаного з Аск'я в 1797 році, але це більше не вважається правдивим. У перших годинах 29 серпня 2014 року в Голурауні відбулось невелике виверження розлому на північному кінці магмового вторгнення, яке прогресивно рухалося на пвнічі на північ від вулкана Бардарбунга. Прогрес магмового вторгнення супроводжувався землетрусною активністю. Виверження розпочалося трохи після півночі і зупинилося о 04:00 за гринвічем. Активний розлом був довжиною близько 600 м (600 м).
Інше виверження розлому розпочалося в Голурауні близько 05:05 за Гринвічем, врання 31 серпня 2014 року, в тому ж розломі, що й виверження, яке сталося два дні тому. Довжина виверженого розлому оцінювалась в 1,5 км (1 500 м). К 4 вересня загальна площа лавового потоку оцінювалась в 10,8 км2 (4,2 миля2). Два нових вивержені розломи утворилися на південь від основного місця виверження 5 вересня. Нові розломи були значно меншими, ніж старіші розломи. До 7 вересня лавовий потік простягнувся 11 км (6,8 миля) на північ і досяг основного заходу головного рукава річки Йокулса а Фьйоллум. Ввечері 7 вересня виверження в південному розломі не показувало видимої активності. Лавовий потік вважається найбільшим у Ісландії за останні десятиліття і охоплював 44 км2 (17 миля2) 29 вересня. Вулканічне виверження в Голурауні продовжувалося зі схожою інтенсивністю протягом попередніх кількох тижнів. Лавове поле охоплювало 63 км2 (24 миля2) наприкінці жовтня. 11 листопада було повідомлено, що лавове поле розповсюдилося до 70 км2 (27 миля2) і має об'єм більше 1 км3 (0,24 миля3) - найбільший в Ісландії з часів виверження Лакі у 1783 році.

Виверження завершилося 27 лютого 2015 року. Лавове поле Голурауна має більш ніж 85 км2 (33 миля2) і об'єм становить близько 1,6 км3 (0,38 миля3).
Було запропоновано кілька назв для нового лавового поля в районі Голураун, серед них Фледахраун, Норнахраун та Урдарбруні. Остаточне рішення було прийнято залишити існуючу назву Голураун, що також відповідає сучасним геологічним думкам.

## Notes
1. 1 2  Тепер відомо про наявність перекриття у композиційних дослідженнях, і триває робота над розумінням цієї області перекриття, де виходи можуть бути в певній відстані від магматичного резервуару, розломні розливи можуть перекриватися, а вулканічна система Бардарбунга виявляється набагато більш продуктивною, ніж раніше вважалося. Склад лави 1797 року дуже схожий на 2014 рік,[9] і розлив 1797 року був перенесений до системи Бардарбунга на цій підставі.[10] Усі джерела з цього питання до 2015 року, які віднесли розлив 1797 року до Аск'ї на підставі географічної близькості, здається, несумісні з даними композиційного аналізу у пірованій літературі, доступній на сьогодні,[11][12] і відстані можливих бічних дільникових вторгнень від Бардарбунги.

## References
1. 1 2 3 4  Holuhraun. Nordic Adventure Travel. Архів оригіналу за 30 серпня 2014. Процитовано 29 серпня 2014.
2. ↑  Geiger, Harri; Mattsson, Tobias; Deegan, Frances M.; Troll, Valentin R.; Burchardt, Steffi; Gudmundsson, Ólafur; Tryggvason, Ari; Krumbholz, Michael; Harris, Chris (2016). Magma plumbing for the 2014–2015 Holuhraun eruption, Iceland. Geochemistry, Geophysics, Geosystems (англ.). 17 (8): 2953—2968. Bibcode:2016GGG....17.2953G. doi:10.1002/2016GC006317. ISSN 1525-2027. S2CID 132951014.
3. 1 2 3  Понад 1 км³ лави виверглось у Holuhraun. Архів оригіналу за 13 листопада 2014. Процитовано 13 листопада 2014.
4. 1 2  Holuhraun Map - Iceland. mapcarta.com. Процитовано 4 вересня 2014.
5. ↑  Fissure eruption in Holuhraun lava field. Ríkisútvarpið. 29 серпня 2014. Процитовано 29 серпня 2014.
6. ↑  Coordinate Distance Calculator. boulter.com. Процитовано 3 вересня 2014.
7. ↑  Map of Iceland. ras.is. Архів оригіналу за 4 вересня 2014. Процитовано 3 вересня 2014.
8. ↑  Sprengisandur route. brians4x4adventures.com. Архів оригіналу за 28 грудня 2013. Процитовано 3 вересня 2014.
9. ↑  Hartley, M.E.; Bali, E.; Maclennan, J.; Neave, D.A.; Halldórsson, S.A. (2018). Melt inclusion constraints on petrogenesis of the 2014–2015 Holuhraun eruption, Iceland. Contributions to Mineralogy and Petrology. 173: 1—23. Bibcode:2018CoMP..173...10H. doi:10.1007/s00410-017-1435-0. hdl:20.500.11815/892.:7
10. ↑  Sigmarsson, O.; Halldórsson, S.A. (2015). Delimiting Bárðarbunga and Askja volcanic systems with Sr-and Nd-isotope ratios (PDF). Jökull. 65: 17—27. Процитовано 14 квітня 2024.
11. ↑  Askja. Smithsonian Institution. 16 вересня 2014. Процитовано 9 жовтня 2014.
12. ↑  New volcanic eruption in Iceland blasts lava high into the air. CBS News. 1 вересня 2014. Процитовано 2 вересня 2014.
13. ↑  Bárðarbunga прокидається. sciencemag.org. 24 серпня 2014. Процитовано 4 вересня 2014.
14. ↑  Виверження в вулканічній системі Бардарбунга, але немає загрози для повітряного руху. Austrian Tribune. 30 серпня 2014. Процитовано 2 вересня 2014.
15. 1 2 3 4 5 6 7  Бардарбунга - оновлена інформація. Ісландський метеорологічний офіс. 31 серпня 2014. Процитовано 31 серпня 2014.
16. ↑  Інше виверження в Голурауні. mbl.is. 31 серпня 2014. Процитовано 31 серпня 2014.
17. ↑  Зима наступає в Голурауні. RÚV. 29 вересня 2014. Процитовано 9 жовтня 2014.
18. ↑  Останні інформації про вулканічну активність. RÚV. 24 жовтня 2014. Процитовано 19 листопада 2014.
19. ↑  Пол Фонтейн (16 грудня 2015). Голураун буде названий Голураун. The Reykjavík Grapevine (англійська) . Процитовано 2 липня 2016.